# Norrvrå
Norrvå is een plaats in de gemeente Södertälje in het landschap Södermanland en de provincie Stockholms län in Zweden. De plaats heeft 116 inwoners (2005) en een oppervlakte van 15 hectare.